# ハックナザル
ハックナザル・ハイダル・スルタン・ビン・カーシム・ハン（カザフ語: حقنظر حيدر سلطان بن قاسم خان, ラテン文字転写: Haqnazar Haydar Sultan bin Qasim Khan, 1509年 - 1580年）は、カザフ・ハン国の君主（在位：1538年 - 1580年）。その名は内戦後のカザフ・ハン国の復活期に関連付けられており、その在位中に国家の内外において政策を推し進め、権力を強化した。

## 生涯
カーシム・ハンとハヌク・スルタン・ハヌムの次男。ターヒル・ハンとブイダシュ・ハンの治世中、ハックナザルはノガイのミルザの1人と住んでいた。1538年、シグナクにおいて即位。1548年から1549年にかけて、トルクメン人と戦ったが敗北した。治世が40年以上続いたハックナザルの統治下において、1550年代にはカザフ・ハン国の復活が見られると一部の研究者は指摘している。ハックナザルの治世中に、カザフ・ハン国はカーシムの治世に達成されていた以前の力を取り戻し始めた。ハックナザルは西方に進出し、分裂していたノガイや1520年以降にカザフ・ハン国から散在した草原の住民を糾合した。

## 参考資料
- 坂井弘紀「叙事詩に見るアブライ=ハンの系譜と生い立ち」『千葉大学ユーラシア言語文化論集』第4巻、千葉大学ユーラシア言語文化論講座、2001年3月20日、121-140頁。

| スタブアイコン | サブスタブ | この項目は、まだ閲覧者の調べものの参照としては役立たない、人物に関連した書きかけの項目です。この項目を加筆・訂正などしてくださる協力者を求めています（P:人物伝/PJ:人物伝）。 |